# Алескеров, Ахмед Лятифович
Ахме́д Ляти́фович Алеске́ров (азерб. Əhməd Lətif oğlu Ələsgərov; 5 октября 1935, Баку — 19 мая 2015, Одесса) — советский футболист азербайджанского происхождения, игравший на позиции полузащитника. Советский и украинский тренер, заслуженный тренер Украинской ССР, Молдавской ССР, Таджикистана и Азербайджана. Мастер спорта СССР (1963). Награждён орденом «Знак Почёта» (1968).
1 сентября 2012 года на аллее футбольной славы ФК «Черноморец» (Одесса) были увековечены первые двенадцать памятных звёзд, одна из которых посвящена Ахмеду Алескерову.

## Карьера

### Клубная
Всю свою игровую карьеру выступал в команде «Нефтяник» Баку с 1955 по 1965. В высшей лиге чемпионата СССР провёл 115 матчей, забил 6 голов.

### Тренерская
Окончил Азербайджанский государственный институт физической культуры.
Был тренером футбольных команд «Нефтяник»/«Нефтчи» (Баку) (1966—1970, 1980—1982, 1999—2000), «Памир» (Душанбе) (1972), «Черноморец» (Одесса) (1973—1977), «Кривбасс» (Кривой Рог) (1977), «Араз» (Нахичевань) (1979), «Нистру» (Кишинёв) (1988—1989), «Шериф» (Тирасполь) (1997—1998), «Баку» (2005—2006).
Работал тренером-консультантом ильичёвского «Портовика» (1996—1997).
Руководил национальной сборной Азербайджана (1992—1993, 1998—2000).

## Достижения

### В качестве тренера
«Нефтчи»
- Бронзовый призёр чемпионата СССР: 1966
- Чемпион Азербайджана: 1992
- Бронзовый призёр чемпионата Азербайджана: 1998/1999
- Обладатель Кубка Азербайджана: 1998/1999

«Черноморец»
- Бронзовый призёр чемпионата СССР: 1974
- Победитель первой лиги СССР: 1973

«Нистру»
- Победитель второй лиги СССР: 1988

«Шериф»
- Победитель дивизиона «A»: 1997/1998